# Callidium violaceipenne
Callidium violaceipenne là một loài bọ cánh cứng trong họ Cerambycidae.